# Список политических партий Турецкой Республики Северного Кипра
Ниже приведен список политических партий Турецкой Республики Северного Кипра. В Турецкой Республике Северного Кипра многопартийная система.

## Список

### Парламентские
| Название | Название                                                  | Аббр. | Идеология                               | Лидер          | Мест в Ассамблее |
| -------- | --------------------------------------------------------- | ----- | --------------------------------------- | -------------- | ---------------- |
|          | Партия национального единства Ulusal Birlik Partisi       | UBP   | Турецкий национализм, Консерватизм      | Фаиз Суджуоглу | 24 из 50         |
|          | Республиканская турецкая партия Cumhuriyetçi Türk Partisi | CTP   | Социал-демократия, Кипрский национализм | Туфан Эрхюрман | 18 из 50         |
|          | Демократическая партия Demokrat Parti                     | DP    | Консерватизм, Турецкий национализм      | Фикри Атаоглу  | 3 из 50          |
|          | Народная партия Halkın Partisi                            | HP    | Центризм                                | Кудрет Озерсай | 3 из 50          |
|          | Партия Возрождения Yeniden Doğuş Partisi                  | YDP   | Турецкий национализм                    | Эрнан Арикли   | 2 из 50          |

### Внепарламентские
- Общественная демократическая партия (Toplumcu Demokrasi Partisi)
- Общественная освободительная партия новых сил (Toplumcu Kurtuluş Partisi Yeni Güçler)
- Националистическая демократическая партия (Milliyetçi Demokrasi Partisi)
- Партия нового Кипра (Yeni Kıbrıs Partisi)
- Партия объединенного Кипра (Birleşik Kıbrıs Partisi)
- Кипрская социалистическая партия (Kıbrıs Sosyalist Partisi)
- Партия независимого пути (Bağımsızlık Yolu Partisi)
- Партия Свободы и мира (Özgürlük ve Barış Partisi)